# Papara Park Stadyumu
Das Şenol Güneş Spor Kompleksi Papara Park Stadyumu (kurz: Papara Park Stadyumu) ist ein Fußballstadion in der Stadt Akyazı der türkischen Provinz Trabzon an der Schwarzmeerküste. Der Fußballverein Trabzonspor aus der Süper Lig nutzt die Arena als Spielstätte. Die Anlage ersetzte das Hüseyin Avni Aker Stadı aus dem Jahr 1951.

## Geschichte
Im Jahr 2011 begann man an der Westküste von Trabzon mit der Landaufschüttung. Es wurde eine Fläche von 795.000 Quadratmeter Land gewonnen. Auf der künstlich erzeugten Landmasse wird der größte Sport- und Freizeitkomplex der Region namens Trabzon Akyazı Spor ve Kültür Kompleksi entstehen. Das Stadion steht im Mittelpunkt des Projektes und wird eine Grundfläche von 134.915 Quadratmetern haben. Die Gesamtfläche der Stadionräumlichkeiten werden mit 418.089 Quadratmeter angegeben. Östlich vom Fußballstadion werden ein Trainings- und Jugendzentrum mit fünf Trainingsplätzen und weiteren Sportstätten angelegt. Im westlichen Teil wird der Büro- und Geschäftsbereich entstehen. Entlang der Küstenlinie werden ein neuer städtischer Strand und ein Yachthafen angelegt.
Der Stadionentwurf stammt aus der Feder von 'asp' Architekten Stuttgart, die auch für die Türk Telekom Arena in Istanbul verantwortlich sind. Das Designvorschlag führte zu Diskussionen, da sich das Architekturbüro zuvor schon mit demselben Entwurf für die Mainzer Coface Arena beworben hatte. Markantestes Merkmal des neuen Akyazı Stadı wird die mit einer transluzenten PTFE-Membran überspannten Dach- und Fassadenkonstruktion auf einem Stahlgerüst, welche auch beleuchtet werden kann.
Am 24. November 2013 legte der damalige Ministerpräsident Recep Tayyip Erdoğan in Anwesenheit von einigen tausend Menschen offiziell den Grundstein.
Nach drei Jahren Bauzeit stand die Fußballarena im November 2016 kurz vor der Fertigstellung. Der Neubau wurde am 18. Dezember 2016 eröffnet. Nachdem Staatspräsident Erdoğan das symbolische Band durchschnitten hatte und den Anstoß ausführte, spielten zwei Traditionsmannschaften von Trabzonspor aus den 1980er und 1990er Jahren gegeneinander. Die Mannschaft der 1990er gewann mit 7:3. Am 29. Januar 2017 wurde die Krankenhauskette Medical Park, Namenssponsor des Stadions. Der Vertrag geht über fünf Jahre und bringt dem Verein 25 Mio. US-Dollar. Offiziell lautet der volle Name Şenol Güneş Spor Kompleksi Medical Park Arena. Die erste offizielle Partie gewann Trabzonspor gegen Gaziantepspor mit 4:0.
Im August 2023 schloss Trabzonspor mit dem Finanztechnologieunternehmen Papara einen neuen Namensvertrag ab.

## Ausstattung
Das Papara Park Stadyumu besitzt auf seinen umlaufend doppelstöckigen Rängen insgesamt 40.782 Plätze. Dazu gehören unter anderem 37.915 normale Sitzplätze, 2954 V.I.P.-Plätze und 196 Sitzplätze auf der Ehrentribüne. Auf dem Oberrang der Haupttribüne sind die 122 V.I.P.-Logen untergebracht. Ferner gibt es zwei V.I.P.-Clubs und einen Premium-V.I.P.-Club. Die Haupttribüne wie die Gegengerade sind zehn Meter von der Seitenauslinie entfernt. Hinter den Toren beträgt der Abstand der Zuschauerränge 8,5 Meter. Das Spielfeld ist mit einer Rasenheizung ausgestattet.
Des Weiteren bieten sich im Stadion vier Gebetsräume, 28 Büroräume, drei Tagungsräume, sieben Fanshops, vier Lounges sowie sechs Restaurants und Cafés. Für Pressekonferenzen ist ein Raum mit 190 Plätzen vorhanden. Von den 159 Toiletten im Stadion sind 101 für Männer und 40 Toiletten für Frauen. Darüber hinaus stehen 18 behindertengerechte Toiletten zur Verfügung. Im gesamten Stadion sind 49 Treppen und 15 Aufzüge verteilt. Unter dem Stadion befinden sich 438 Parkplätze. Um das Stadion stehen 1041 weitere Parkplätze bereit.

## Spiele der türkischen Nationalmannschaft
| 7. Sep. 2018, UEFA Nations League 2018/19 |   |          |     |
| Türkei                                    | – | Russland | 1:2 |

## Galerie

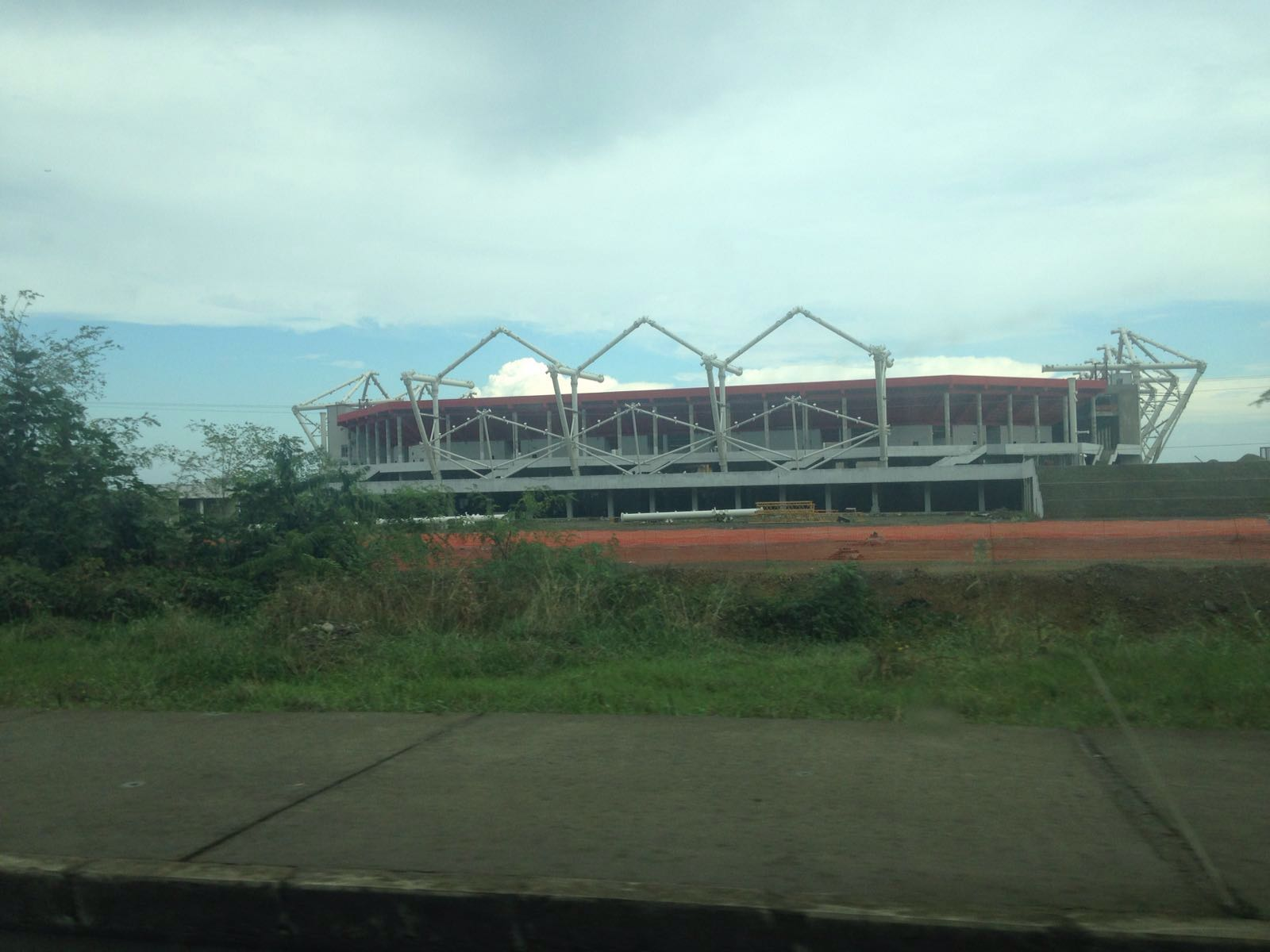
Das damalige Akyazı Stadı von der Seite (Oktober 2015)
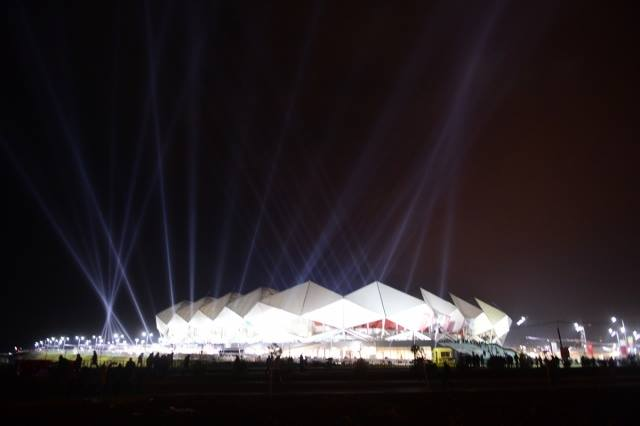
Außenansicht vom Dezember 2016
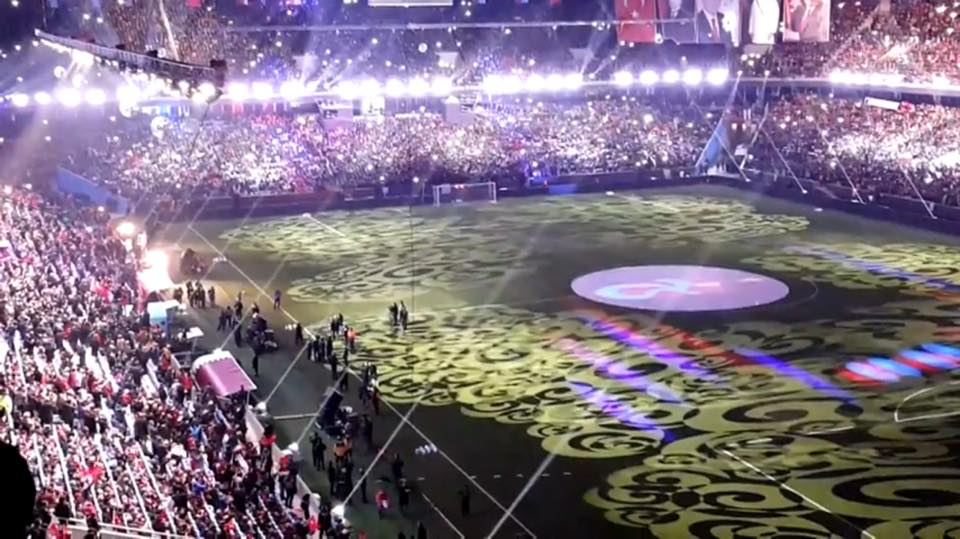
Die Eröffnungsfeier
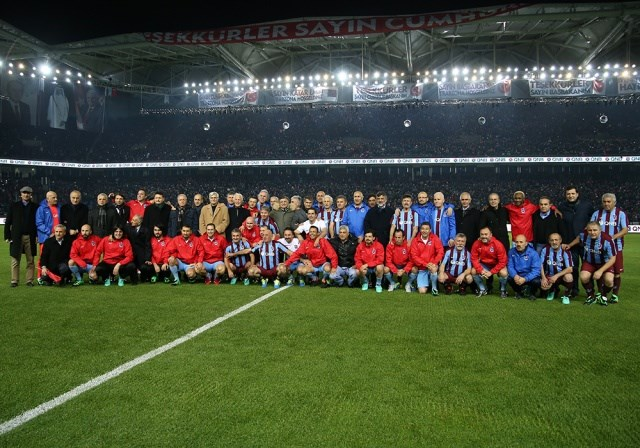
Die erste (inoffizielle) Partie trugen zwei Trabzonspor-Traditionsmannschaften aus.